# Превальський потік
Превальський потік (словац. Prievalský potok) — річка в Словаччині, ліва притока Люпчянки, протікає в окрузі Ліптовський Мікулаш.
Довжина приблизно 3.1-3.3 км. Витік знаходиться в масиві Низькі Татри (частина Дюмберські Татри) — схил гори Латіборська-Голя — на висоті близько 1240-1250 метрів. Протікає територією села Партизанска Люпча.
Впадає в Люпчянку на висоті приблизно 900-910 метрів.